# سوسکچه خرطوم‌دار پیکئوس
سوسکچه خرطوم‌دار پیکئوس (نام علمی: Sphenophorus piceus) نام یک گونه از سرده سوسکچه‌های خرطوم‌دار اسفنوفوروس است.